# Stubbe – Von Fall zu Fall: Stubbes Urlaub
Stubbes Urlaub ist die dritte Folge der ZDF-Krimireihe Stubbe – Von Fall zu Fall mit Wolfgang Stumph in der Titelrolle. Sie wurde unter Regie von Christa Mühl in Hamburg und Umgebung gedreht und am 16. Dezember 1995 um 20:15 Uhr im ZDF erstausgestrahlt. Die zehn ersten Folgen erschienen zusammen in einer DVD-Box.

## Handlung
Kommissar Wilfried Stubbe macht nach dem stressigen Umzug mit seiner Familien seinen Jahresurlaub. Alle Familienmitglieder treffen rege Campingvorbereitungen und freuen sich auf die gemeinsame freie Zeit, nur Stubbes Sohn Fabian ist es wichtiger, seinem neuen Freund Tim zu helfen. Dieser ist von dem Waffenhändler und Zuhälter Richy Kaiser brutal zusammengeschlagen worden und die Polizei nimmt die Angelegenheit nicht so wichtig. Für sie ist es nur eine Prügelei unter eifersüchtigen Rivalen. Fabian Stubbe versucht deshalb seinem Freund auf eigene Faust zu helfen, schließlich ist er der Sohn eines erfolgreichen Kriminalkommissars. Unter dem Vorwand, zu Tante Charlottes Schutz bei ihr im Haus bleiben zu wollen, schließt er sich vom Familienurlaub aus und fährt nicht mit an die See. Dafür spioniert er Tims Peiniger nach und spannt ihm das Mädchen aus, weswegen Kaiser Tim zusammengeschlagen hatte. Dabei fällt er den Zivilbeamten auf, die gegen Fabians Erwartung Kaiser überwachen. Zimmermann hält es für seine Pflicht, seinen Kollegen Stubbe davon zu unterrichten, dass sich sein Sohn regelmäßig in der Stammkneipe von Kaiser aufhalten würde. Wilfried Stubbe ist damit klar, dass Fabian den Verbrecher auf eigene Faust zur Strecke bringen will, was sehr gefährlich werden kann. Daher unterbricht Wilfried seinen Urlaub  und reist umgehend nach Hamburg. Fabian ist davon wenig begeistert, dass sein Vater plötzlich bei ihm auftaucht und will die Angelegenheit lieber allein regeln. Dabei kommt er Kaiser gefährlich nah und muss sogar vor ihm fliehen. Sein Vater hat allerdings auch Kaisers Fährte aufgenommen und kommt seinem Sohn zu Hilfe. In einer Lagerhalle kommt es zu einer Schießerei, bei der Fabian leicht verletzt wird. Kaiser kann festgenommen werden und aufgrund von Waffenfunden in seinem Wagen, ist eine Verurteilung sicher.
Am nächsten Tag reist Wilfried zusammen mit Fabian zurück ans Meer und die ganze Familie genießt den Rest des Urlaubs nun doch gemeinsam. Von Fabians gefährlichem Abenteuer verraten die beiden den anderen aber nichts.

## Kritik
Die Kritiker der Fernsehzeitschrift TV Spielfilm vergaben die mittlere Wertung „Daumen zur Seite“, denn die Folge sei „bedächtig“.